# Crawford Glacier
Crawford Glacier är en glaciär i Antarktis. Den ligger i Östantarktis. Nya Zeeland gör anspråk på området. Crawford Glacier ligger 1 037 meter över havet.
Terrängen runt Crawford Glacier är kuperad åt nordväst, men åt sydost är den bergig. Trakten är obefolkad. Det finns inga samhällen i närheten. 